# بالتمانسوایلر
بالتمانسوایلر (به آلمانی: Baltmannsweiler) یک شهر در آلمان است که در اسلینگن واقع شده‌است. بالتمانسوایلر ۵٬۵۲۸ نفر جمعیت دارد.